# Горбатенко, Дмитрий Георгиевич
Дмитрий Георгиевич Горбатенко (род. 17 мая 1973) — украинский футболист, полузащитник.

## Биография
Воспитанник ДЮСШ-6 города Одесса. За «Черноморец» провёл всего 1 игру, в кубке Украины, в 1992 году. Выступал за вторую команду клуба, позднее за херсонскую «Таврию». Весной 1994 года перешёл в полтавскую «Ворсклу», игравшую тогда в Первой лиге.
Летом 1994 года Дмитрий Горбатенко перешёл в «КАМАЗ». Первый матч в российской Высшей лиге он сыграл 10 августа 1994 года против московского «Динамо» (1:2). Всего до конца сезона он 3 раза вышел на поле в составе «КАМАЗа», а в следующем сезоне сыграл 11 матчей.
Следующим клубом Дмитрия Горбатенко стал «Нефтехимик», затем он играл за астраханский «Волгарь-Газпром», а сезон 1996/97 провёл в украинском «Портовике». В течение трёх следующих сезонов Горбатенко играл за иркутскую «Звезду», затем два сезона за читинский «Локомотив».
В 2002 году Дмитрий Горбатенко вернулся на Украину, недолго выступал за профессиональные клубы — ФК «Николаев» и ФК «Черкассы» и сменил несколько любительских клубов — «КАПО» (Первомайское), «Локомотив-Дружба народов» (Одесса), «Иван» (Одесса), ФК «Беляевка».
После окончания карьеры игрока Дмитрий Горбатенко тренировал любительскую команду «Дружба народов», а с 2009 года работает тренером в ДЮСШ «Черноморец» (Одесса).
С 22 января 2018 года Дмитрий Горбатенко исполнял обязанности главного тренера украинской команды «Жемчужина» (Одесса) вплоть до снятия команды с соревнований Первой лиги.